# Arthur Cecil Pigou

Arthur Cecil Pigou

Arthur Cecil Pigou (18 november 1877 - 7 maart 1959) was een Engels econoom, bekend voor zijn werk op vele terreinen en vooral in welfare economics of de welvaartseconomie. Hij studeerde in het King's College in Cambridge, onder anderen bij Alfred Marshall, die hij opvolgde als hoogleraar economie. Hij was professor aan de Universiteit van Cambridge van 1908 tot 1943. Hij nam deel aan een aantal koninklijke commissies, onder andere een in 1919 over inkomstenbelasting.
De zogenaamde Pigouviaanse belastingen dragen zijn naam. Bedoeld zijn belastingen om het marktmechanisme te corrigeren, daar waar het verstoord wordt door "sociale kosten", de zogenaamde externe effecten of externaliteiten. In die zin was Pigou de "vader" van de hedendaagse milieuheffingen.

## Werk
- The Economics of Welfare, 4th ed. 1932.ISBN 0765807394
- Keynes's General Theory: A Retrospective View. 1950.
- The Political Economy of War. 1921.
- The Theory of Unemployment. 1933.
- Unemployment. 1914.
- Wealth and Welfare. 1912.

- Bibliothèque nationale de France: cb12278002v (data)
- Catàleg d'autoritats de noms i títols de Catalunya: 981058514138206706
- CiNii: DA01876729
- Gemeinsame Normdatei: 119107023
- International Standard Name Identifier: 0000 0001 2100 7779
- Library of Congress Control Number: n79054454
- Nationale Bibliotheek van Letland: 000131511
- Bibliotheek van het Japanse parlement: 00452817
- Nationale Bibliotheek van Tsjechië: skuk0004595
- Nationale bibliotheek van Australië: 36562638
- Nationale Bibliotheek van Israël: 987007279165505171
- Nationale Bibliotheek van Polen: a0000003015857
- Nederlandse Thesaurus van Auteursnamen: 068635745
- LIBRIS: 378794
- SNAC: w6wn6hwk
- Système universitaire de documentation: 031778283
- Trove: 1294141
- Virtual International Authority File: 39438224
- WorldCat: E39PBJqqx93Xy4Whc3YDKVkMT3